# ریمون کروگ
ریمون کروگ (فرانسوی: Raymond Krug‎; ۱۹ اکتبر ۱۹۲۴ – ۸ ژانویهٔ ۱۹۹۰) بازیکن فوتبال اهل فرانسه بود.
از باشگاه‌هایی که در آن بازی کرده‌است می‌توان به باشگاه فوتبال استراسبورگ اشاره کرد.
وی همچنین در تیم ملی فوتبال فرانسه بازی کرده‌است.